# Glycaspis encystis
Glycaspis encystis är en insektsart som beskrevs av Moore 1961. Glycaspis encystis ingår i släktet Glycaspis och familjen rundbladloppor. Inga underarter finns listade i Catalogue of Life.